# Torre de Acapulco
La Torre de Acapulco es un rascacielos ubicado en el puerto de Acapulco, Guerrero, en el sur de México, con dirección en la Avenida Costera Miguel Alemán (original # 1252) actualmente #87, Fraccionamiento Club Deportivo de dicha ciudad; Código Postal 39690.
Para ser más exactos se convirtió en el tercer rascacielos más alto de Acapulco después del Estrella del Mar y el Hotel La Palapa, el edificio desplazó a las Torres Gemelas y pasó a tercer lugar en el año 1988 por la Torre Coral y a cuarto lugar en 1994, año en que es finalizada la construcción del Oceanic 2000. Actualmente la Torre de Acapulco es la quinta más alta del sur de México.

## Forma
- Mide 114 metros de altura incluye la espiral, y hasta el último piso mide 100 m, cuenta con 31 pisos y su uso es exclusivamente residencial.
- Cuenta con 6 ascensores, que son de alta velocidad, se mueven a una velocidad de 6,5 metros por segundo.
- El área total del rascacielos es de 34.000 m³ y de espacio útil de 17.600 m².

## Detalles importantes
- La construcción fue iniciada en 1972. La construcción estuvo a cargo de Playasol; por lo que en un principio se le bautizó como la "Torre Playasol". Originalmente tenía el logotipo de Playasol al fondo de la parte honda de la alberca. Este logotipo que más tarde fue "borrado" consistía en un círculo amarillo rodeado por "pétalos naranja" que representaban un sol a todo su esplendor. Las Torres Gemelas que son sus "primar menores" (en edad y en altura) y se construyeron por esta misma compañía poco tiempo después que la actualmente llamada Torre de Acapulco.
- Cuenta con más de 250 departamentos.
- El rascacielos está anclado a 30 metros de profundidad con 55 pilotes de concreto y acero, los materiales de construcción que se utilizaron en el rascacielos fueron: hormigón, concreto armado, vidrio en la mayor parte de su estructura, el rascacielos puede soportar un terremoto de 8.0 en la escala de Richter.
- Es considerado de los primeros rascacielos inteligentes de Acapulco junto con Oceanic 2000, Torre Coral.

## Datos clave
- Altura- 114 metros (incluye el espiral), 100 m hasta el último piso.
- Espacio de habitaciones - 35.000 m³.
- Pisos- 31 pisos.
- Condición: 	En uso
- Rango: 	
  - En México: 76.º lugar, 2011: 88.º lugar
  - En Acapulco: 5.º lugar
  - En el sur de México: 8.º lugar